# Les Forgerons
Les Forgerons és una pel·lícula francesa dirigida per Louis Lumière en 1895.
Aquesta "visió fotogràfica animada", així com els germans Lumière anomenats les seves impressionants bobines, és una de les 10 pel·lícules mostrades al Saló de l'Índia del Gran Cafè del 28 de desembre de 1895.
Només queden alguns fragments en un article del Butlletí de la Societat Francesa de Fotografia (número 21, segona sèrie, volum XI, 1895), així com en un article de la revista Pittoresque (1 d'abril de 1896). Probablement, aquesta versió que es va projectar durant l'any 1895, especialment a Lió a principis de juny (Lió, republicà, Lió, 11 de juny de 1895).

## Argument
Aquesta vista reprèn un tema ja rodat el 1893 per William Kennedy Laurie Dickson per a Thomas Edison, Blacksmithing Scene. La gran diferència amb aquest rodatge és que el de Louis Lumière es realitza en una veritable farga amb veritables ferrers, un mestre que martelleja ferro, i un aprenent que activa el manxa.